# Стара Гора (Нова Гориця)
Стара Гора (словен. Stara Gora) — поселення в общині Нова Гориця, Регіон Горишка, Словенія. Висота над рівнем моря: 174,4 м.